# The Legend of Ruby Sunday
"The Legend of Ruby Sunday" é o sétimo e penúltimo episódio da 14.ª temporada da série de ficção científica britânica Doctor Who, lançado originalmente através do BBC iPlayer e Disney+ em 15 de junho de 2024. Foi escrito pelo showrunner da série, Russell T Davies, e dirigido por Jamie Donoughue. É a primeira parte de uma história em duas partes, sendo concluída com o episódio seguinte, "Empire of Death", transmitido em 22 de junho.
No episódio, o Décimo quinto Doutor (Ncuti Gatwa) e sua acompanhante Ruby Sunday (Millie Gibson) buscam a ajuda da UNIT para determinar a identidade de uma mulher misteriosa que apareceu ao longo da temporada (interpretada por Susan Twist), bem como a identidade da mãe de Ruby.
"The Legend of Ruby Sunday" reintroduz Sutekh, que foi visto pela última vez no serial Pyramids of Mars em 1975, onde enfrentou o Quarto Doutor (Tom Baker). Gabriel Woolf reprisou seu papel como a voz de Sutekh.

## Enredo
O Doutor chega à sede da UNIT, encontrando-se com sua líder Kate Lethbridge-Stewart e vários outros membros da organização. O Doutor pede que eles tentem identificar a mulher misteriosa que apareceu como vários outros rostos em suas aventuras anteriores. A UNIT consegue identificá-la como Susan Triad, que é chefe da S Triad Technology. O grupo acredita que "S Triad" seja um anagrama para TARDIS e também uma armadilha. O Doutor também acredita que Triad pode ser sua neta Susan Foreman. Ruby volta para sua casa junto com Rose Noble para recuperar um VHS contendo imagens de uma câmera de segurança da noite em que Ruby foi abandonada, que o Doutor espera usar para identificar a mãe de Ruby através do uso da tecnologia da UNIT.
No apartamento de Ruby, Rose e ela recuperam a fita e voltam para a UNIT junto com sua mãe adotiva Carla, que faz com que sua vizinha, a Sra. Flood, cuide da avó adotiva de Ruby, Cherry. Ao saírem, Flood declara "Ele não espera mais", enquanto uma tempestade se aproxima. De volta a UNIT, o Doutor e Ruby usam uma "Janela de Tempo" para recriar a noite em que Ruby foi abandonada, entrando nela ao lado do coronel da UNIT Chidozie. Uma figura encapuzada, que se acredita ser a mãe de Ruby, aponta para o Doutor, que pede a Chidozie para ver se há mais alguma coisa para a qual a figura possa estar apontando. Chidozie não vê nada e, conforme a figura desaparece, um misterioso vórtice giratório aparece onde Chidozie estava. Depois de fazer perguntas, a Janela sobrecarrega, deixando para trás o cadáver dele.
O Doutor vai com Melanie Bush conversar com Triad enquanto ela se prepara para uma transmissão internacional de um lançamento tecnológico. O Doutor não reconhece Triad como sua neta e percebe que ela sonha com suas outras existências. A UNIT capta o vórtice no VHS e, usando tecnologia de aprimoramento de imagem, é capaz de determinar que a TARDIS estava no centro do vórtice e que um ser está ao redor dela quando a nave começa a gemer. Harriet, membra da UNIT, é revelada como uma arauto do Aquele que Espera, que se materializa em torno da TARDIS e se revela como Sutekh. Durante a transmissão de Triad, ela se desintegra com as memórias de seus sonhos, antes de se manifestar como Sutekh e se preparar para matar o Doutor e destruir o universo.

## Produção

### Desenvolvimento
O episódio foi escrito pelo showrunner da série, Russell T Davies. Davies disse que teve uma ideia aproximada para o episódio 40 ou 50 anos antes. Davies deu uma lista de cinco histórias anteriores que ele sugeriu que os espectadores assistissem antes do lançamento do episódio.  A história junta muitos fios soltos e arcos de história que foram desenvolvidos ao longo da 14.ª temporada. Algumas dessas histórias também continuaram a explorar o que cercava a "Criança Atemporal", que foi introduzida pela primeira vez na era anterior do showrunner. É o primeiro episódio de uma história de duas partes, concluída no episódio da semana seguinte, "Empire of Death". Os dois episódios foram interligados por um episódio adicional de Tales of the TARDIS.

### Filmagens
"The Legend of Ruby Sunday" foi dirigido por Jamie Donoughue, que comparou o final de duas partes a um longa-metragem. Foi produzido no oitavo bloco de produção da temporada junto com o episódio seguinte. Algumas cenas ocorreram no One Central Square em Cardiff em junho de 2023.

### Elenco
Vários artistas reprisaram seus papéis após aparecerem no início da temporada e ao longo dos especiais de 2023. Jemma Redgrave reprisou seu papel como Kate Lethbridge-Stewart pelo quarto ano consecutivo após uma ausência de seis anos no programa. Bonnie Langford também aparece como Mel Bush, ex-companheira do Sexto e Sétimo Doutor. Langford também retornou recentemente a Doctor Who em "The Giggle" após uma ausência de 36 anos. Langford descreveu seu papel no episódio como sendo "camp pra caramba". Além disso, Yasmin Finney retornou como Rose Noble, filha da ex-companheira Donna Noble, após sua introdução em "The Star Beast".
Susan Twist apareceu como Susan Triad, chefe e fundadora da empresa fictícia S Triad Technology. Twist apareceu pela primeira vez em "Wild Blue Yonder" e fez uma nova aparição em "The Church on Ruby Road" antes de aparecer em todos os episódios da 14.ª temporada como personagens aparentemente díspares. Esses papéis foram finalmente conectados no episódio, com "S Triad" sendo um anagrama para a TARDIS. Outros membros do elenco que retornaram incluem Alexander Devrient, Michelle Greenidge, Anita Dobson, Angela Wynter, Aidan Cook e Nicholas Briggs.
Lenny Rush apareceu no episódio como Morris Gibbons, consultor científico da UNIT. Rush foi originalmente escalado para dublar o personagem Eric no episódio de abertura da temporada, "Space Babies". No entanto, os produtores ficaram tão impressionados com seu desempenho durante a leitura do roteiro e nos primeiros dias no set que optaram por reformulá-lo como Gibbons. O restante do elenco convidado incluiu Genesis Lynea, Fela Lufadeju, Tachia Newall e Jasmine Bayes. Gabriel Woolf também aparece como a voz de Sutekh, reprisando seu papel de Pyramids of Mars (1975).

## Transmissão e recepção
| Críticas profissionais: | Críticas profissionais: |
| Avaliações da crítica   | Avaliações da crítica   |
| Fonte                   | Avaliação               |
| ----------------------- | ----------------------- |
| Evening Standard        | [ 26 ]                  |
| The Daily Telegraph     | [ 27 ]                  |
| Total Film              | [ 28 ]                  |

### Transmissão
"The Legend of Ruby Sunday" foi lançado pela primeira vez no Reino Unido no BBC iPlayer em 1º de junho de 2024, seguido por uma transmissão na BBC One mais tarde no mesmo dia. O Disney+ também faz a transmissão simultânea do episódio fora do Reino Unido e da Irlanda.
O episódio também foi lançado na semana seguinte em cinemas selecionados do Reino Unido junto com "Empire of Death".

### Recepção critica
Stefan Mohamed, do Den of Geek, teve uma resposta mista ao episódio. Embora ele acreditasse que a ambientação era confusa para aqueles que não estavam familiarizados com o programa ou não investidos nos personagens, ele achou que o episódio e o enredo "quase funcionavam" devido às fortes atuações e aos momentos importantes do episódio.